# 킬 스위치 (2017년 영화)
《킬 스위치》(영어: Kill Switch 혹은 Redivider)는 미국과 네덜란드에서 제작된 팀 스밋 감독의 2017년 SF 영화이다. 댄 스티븐스 등이 출연하였다.

## 출연진
- 댄 스티븐스
- 베레니스 마를로
- 티호 헤르난트
- 헤이스 스홀턴 판아스핫
- 바스 케이저르